# ルッターの戦い
ルッターの戦い（The Battle of Lutter, ドイツ語：Schlacht bei Lutter）は、三十年戦争のさなかの1626年6月27日に、プロテスタントのクリスチャン4世とカトリック同盟との間で戦われた戦闘である。ルッター（Lutter am Barenberge）はザルツギッター市の南郊外にあり、南ザクセンの帝国領内（今のドイツ北西部）に位置する。
戦闘の結果はクリスチャン4世の惨敗で、神聖ローマ帝国のフェルディナント2世が勝利をおさめた。帝国軍を指揮していたのはティリー伯ヨハン・セルクラエスである。

## 背景
クリスチャン4世はルター派として、ドイツ中央のテューリンゲンで軍事運動を開始中のエルンスト・フォン・マンスフェルトと同盟し、それから南に向かった。彼の行動は、一週間ほど前にデッサウ橋の戦いで敗北を喫していたドイツのプロテスタント勢力を力づけるものだった。
クリスチャン4世の参戦によって、三十年戦争、すなわちこれまで神聖ローマ帝国内の党派争いに限られてきた戦闘が、帝国外の勢力とのものに拡大したのである。もっともクリスチャン4世は血筋的にはドイツ系（オルデンブルク出身）でもあり、完全な外国人ではない。

## 戦闘
カトリック同盟の将軍であるティリー伯はクリスチャン軍をルッターへとおびき寄せることに成功し、そこで戦端を開いた。帝国の歩兵部隊は、3つの局面でデンマークの戦列を突破したが、いずれも騎兵の反撃に遭う。しかし、結局デンマーク軍は戦線を維持することができず、大砲を奪われて混乱に陥り、シュターデ方面へと退却した。デンマーク軍はおよそ6,000の兵を失い、2,500の捕虜を出した。 

## 戦後
ルッターの戦いの後に、メクレンブルクに程近い北ドイツの諸侯はクリスチャン4世への助力をとりやめ、皇帝フェルディナント2世と同盟した。下ザクセンでのデンマークに対する悲惨な略奪と破壊が始まった。やむなくクリスチャン4世は確執のあったスウェーデン王グスタフ2世アドルフと1628年に同盟を結んだ。両軍の共闘によって何とか皇帝軍の進撃を阻止したものの、デンマークの後退によってそれは1629年5月の「リューベックの和約」に至る。結果としてこの戦いは、北欧の大国としてのデンマークの没落のきっかけとなったのである。 